# Kasteel van Bratislava

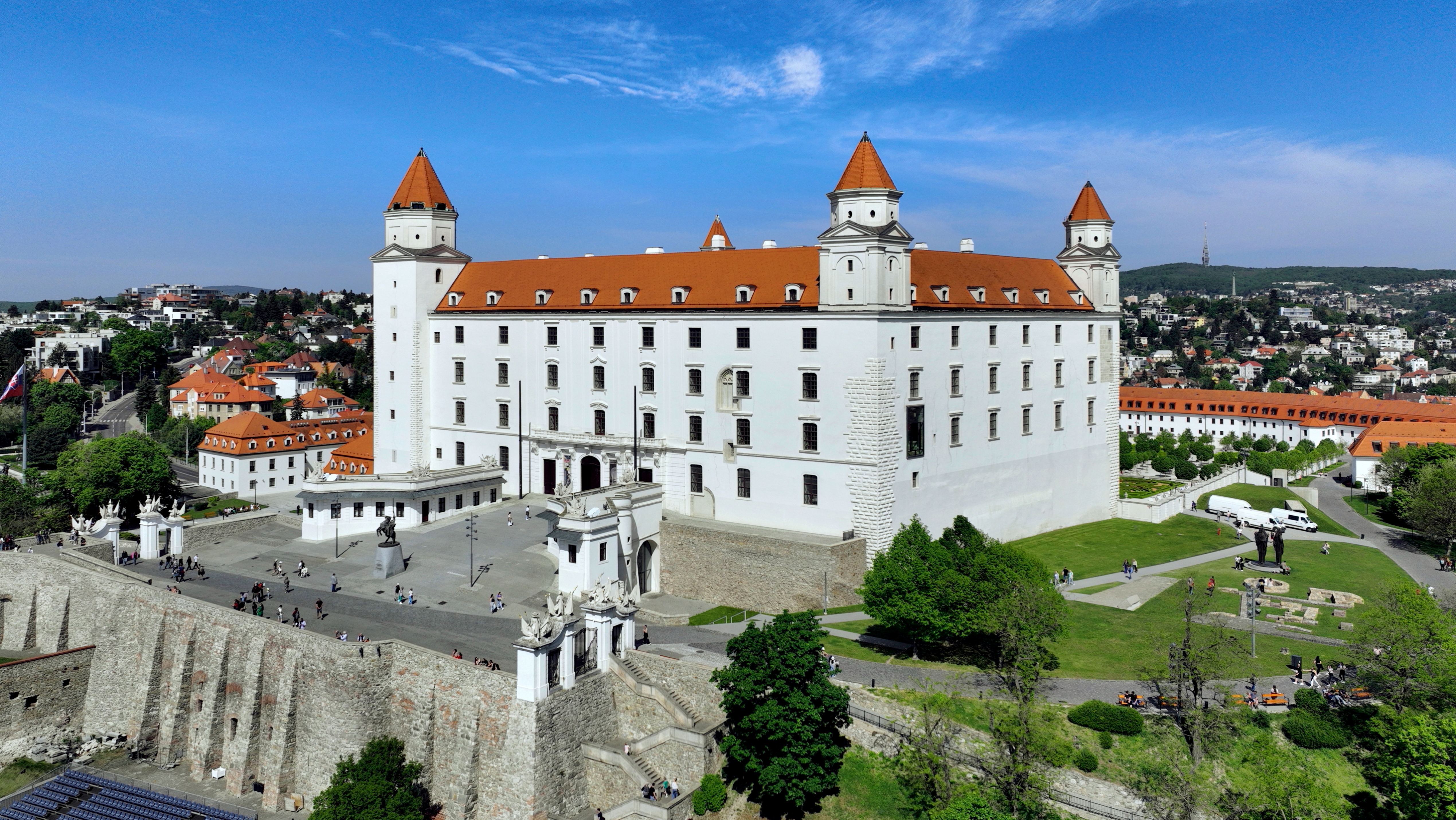
Het kasteel van Bratislava

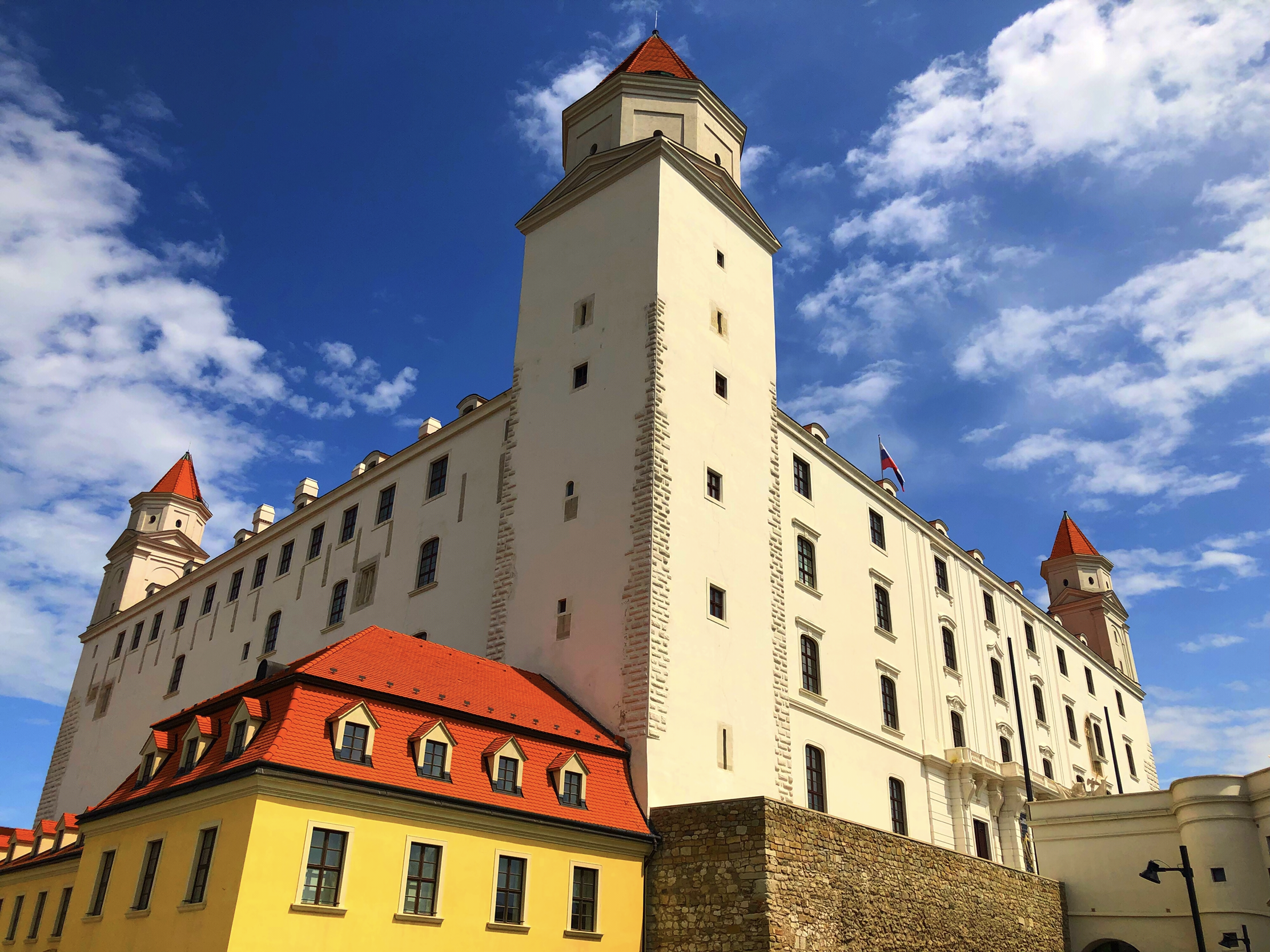
Hoekzicht op het kasteel

Het Kasteel van Bratislava (Slowaaks: Bratislavský hrad) staat op een heuvel, aan de westkant van de binnenstad van de Slowaakse hoofdstad.
Deze heuvel, aan de linkeroever van de Donau hoort tot de uitlopers van de Karpaten.
Het gebouw heeft vier hoektorens. In de kroontoren worden 13e-eeuwse kroonjuwelen tentoongesteld. Op de binnenplaats is een 80 meter diepe put te vinden. Het heeft invloeden uit de gotiek en de renaissance en een barokken trappenhuis. Rondom het hoofdgebouw liggen vestingwerken.

## Geschiedenis
Al sinds de steentijd is op deze heuvel een versterking te vinden. Later is de burcht versterkt door de Kelten, de Romeinen en later door de Slavische volkeren. In de 9e eeuw werd een stenen burcht opgetrokken.
Het huidige grondplan stamt uit de 15e eeuw.
In 1811 vond een verwoestende brand plaats waarbij het kasteel in een ruïne veranderde. Pas in de periode 1953 - 1968 werd het kasteel weer hersteld.

## Trivia
- Het kasteel staat afgebeeld op de Slowaakse euromunten van 10, 20 en 50 cent.
- Het Slowaakse parlement is naast het kasteel gevestigd.